# Journey to Sundance
Journey to Sundance es un documental de 2014, dirigido y musicalizado por Julian Starks, que a su vez lo escribió junto a Kiwi Burch y Bill Jacobson, en la fotografía estuvo Spencer Averick, Todd Kirschner y Adam Tash, los protagonistas son Jennifer Aniston, Javier Bardem y Peter Biskind, entre otros. Esta obra fue realizada por Hollywood Filmmakers, se estrenó el 1 de agosto de 2014.

## Sinopsis
Varios directores de cine emprenden un viaje de cinco años para encontrar el significado real de "cine independiente" y averiguar en qué momento deja de serlo. Se dirigen al Festival de Cine de Sundance.